# Jeunesse Sportive Soualem
Jeunesse Sportive Soualem (arabisch نادي الشباب الرياضي السالمي, DMG Nādī š-Šabāb ar-riyāḍī as-Sālimī), auch als Chabab Riadi Salmi, oder JSS bekannt, ist ein marokkanischer Fußballverein in Soualem (Provinz Berrechid), der in der ersten Liga des Landes spielt.

## Erfolge
- Ligue Nationale Amateur: 2018/19  ▲
- Botola 2: 2020/21 (Vizemeister)  ▲

## Stadion
Der Verein trägt seine Heimspiele im Stade Municipal de Berrechid (arabisch الملعب البلدي ببرشيد) in Berrechid aus. Das Stadion hat ein Fassungsvermögen von 5000 Personen.

## Trainerchronik
| Trainer             | Nation  | von            | bis            |
| ------------------- | ------- | -------------- | -------------- |
| Redouane El Haimeur | Marokko | 1. August 2010 | 11. April 2022 |
| Zakaria Aboub       | Marokko | 15. April 2022 | heute          |

## Saisonplatzierung
| Saison  | Liga                    | Level | Pos. |
| ------- | ----------------------- | ----- | ---- |
| 2017/18 | Ligue Nationale Amateur | 3     | 1. ▲ |
| 2018/19 | Botola 2                | 2     | 10.  |
| 2019/20 | Botola 2                | 2     | 5.   |
| 2020/21 | Botola 2                | 2     | 2. ▲ |
| 2021/22 | Botola                  | 1     | 9.   |